# Diostrombus gangumis
Diostrombus gangumis är en insektsart som beskrevs av Van Stalle 1984. Diostrombus gangumis ingår i släktet Diostrombus och familjen Derbidae. Inga underarter finns listade i Catalogue of Life.